# Tabula Traiana
Tabula Traiana este o placă memorială ridicată de împăratul Traian în cinstea victoriei Imperiului Roman asupra regatului dac în urma celui de-Al Doilea Război Daco-Roman (105 - 106).

## Tabula Traiana
Nu departe de Statuia lui Decebal, pe malul sârbesc, la iesirea din Cazanele Mici, de aproape 2000 ani, se găsește placa memorială romană „Tabula Traiana”, având 4 metri lungime și 1,75 metri înălțime. Tabula Traiana este un monument ridicat de adversarul regelui Decebal, împăratul roman Traian, pentru a marca marșul trupelor imperiale romane spre Dacia și a comemora victoriile Imperiului Roman asupra regatului dac în anul 105 - 106 și finalizarea drumului militar roman al lui Traian.
Tabula Traiana consemneaza începutul drumului suspendat al lui Traian pe teritoriul Daciei (40 km). Se văd rămășițele drumului lui Traian care continua de-a lungul fluviului, calea începută de Împaratul Tiberiu. În anumite porțiuni unde nu și-au putut croi drum direct prin dislocarea stâncilor au fost săpate în piatră, deasupra apei, găuri pătrate la distanțe egale. În ele au fost fixate orizontal grinzi puternice peste care se așeza un pod de lemn. Găurile din stâncă în care erau fixate grinzile podului sunt vizibile si astăzi.
Zece tabule au fost dăltuite in defileu, doar Tabula Traiana se mai conservă, patru se pastrează în desene și stampe din sec.al xviii-lea și al xix-lea, restul fiind distruse. În 1856, atunci când apa nu avea același nivel cu cel de azi, se spune că se puteau vedea 4 tabule din cele 10. Pe malul românesc exista o copie a celei de pe malul sârbesc.
Tabula este fixată în piatra și pe ea sunt reprezentați doi delfini plutind și un vultur pe cer. De-a lungul timpului Tabula a avut de suferit de pe urma intemperiilor naturii și pentru a nu fi acoperită de ape, odată cu construirea barajului de la Porțile de Fier, a fost ridicată cu aproximativ 30 m.
Pe ea este inscripționată următoarele:
"IMP. CAESAR. DIVI. NERVAE. F
NERVA TRAIANVS. AVG. GERM
PONTIF MAXIMUS TRIB POT IIII 
PATER PATRIAE COS III
MONTIBVUS EXCISI(s) ANCO(ni)BVS
SVBLAT(i)S VIA(m)"
Textul în limba latină a fost tradus și interpretat de Otto Benndorf:
„Împăratul Cezar fiul divinului Nerva, Nerva Traian, Augustus, Germanicus, Pontifex Maximus, investit de patru ori ca Tribun, Tatăl Patriei, Consul pentru a treia oară, excavând roci din munți și folosind bârne de lemn a făcut acest pod”

## Galerie imagini

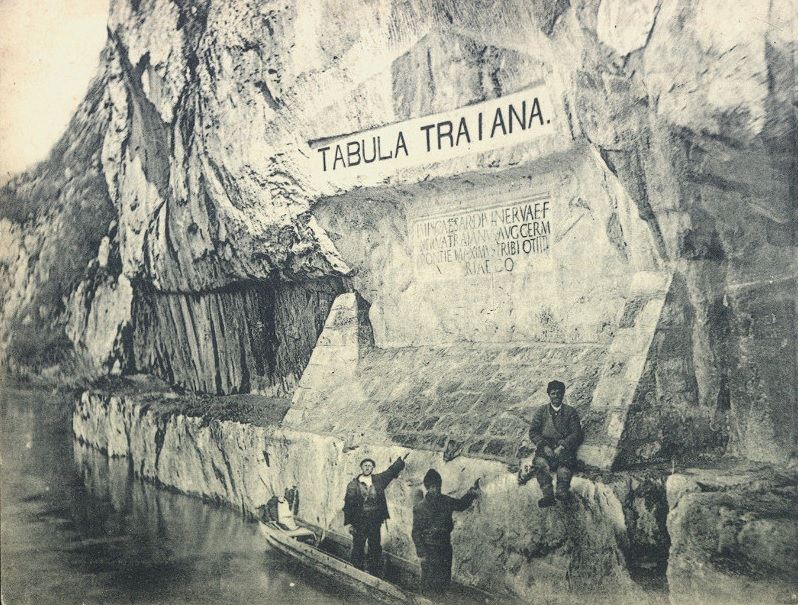